# Roland Berger Preis für Menschenwürde
Der Roland Berger Preis für Menschenwürde ist ein internationaler Menschenrechtspreis, den die Roland Berger Stiftung seit 2008 verleiht.

## Hintergrund
Der Roland Berger Preis für Menschenwürde ehrt Personen und Organisationen, die sich vorbildlich und erfolgreich für Menschenwürde einsetzen und Völkerverständigung, Toleranz und eine freie und friedliche Gesellschaft fördern. Der Preis wird regelmäßig in Berlin verliehen. Das Preisgeld ist zweckgebunden. Motiv des Stifters Roland Berger war, dass er „als Kind in der eigenen Familie erlebt [habe], wie politische Drangsal Angst und Leid verursachen kann und wie kostbar Menschenwürde und Toleranz sind.“
Als 2019 unmittelbar vor der geplanten Preisverleihung bekannt wurde, dass Bergers Vater, entgegen bisheriger Behauptungen, nicht Opfer, sondern vielmehr Profiteur des NS-Regimes gewesen war, wurde die Preisverleihung abgesagt. Zuvor hatten zwei der drei ausgewählten Preisträger mitgeteilt, den Preis nicht annehmen zu wollen; der als Festredner vorgesehene Bundestagspräsident Wolfgang Schäuble hatte seine Zusage ebenfalls zurückgezogen. 2014 veröffentlichte Newsweek eine Titelgeschichte, nach der die Biografie der ersten Preisträgerin, Somaly Mam, die 2008 ausgezeichnet worden war, frei erfunden ist.
Das mit der Auswahl der Preisträger beauftragte Komitee besteht aus Romano Prodi, Shirin Ebadi, Muhammad Yunus und dem Stifter Roland Berger (Stand Februar 2021). Das Stiftungskapital beträgt 50 Millionen Euro. Das Preisgeld für die Auszeichnung ist im Laufe der Jahre deutlich verringert worden – die erste Preisträgerin hatte noch eine Mio. Euro erhalten, während bei der bislang letzten Verleihung es weniger als 100.000 Euro waren.

## Preisträger
- 2008 Somaly Mam
- 2009 Shirin Ebadi[5], Reporter ohne Grenzen[6]
- 2010 Helmut Kohl Für den aus gesundheitlichen Gründen verhinderten Kohl nahm Hessens Ministerpräsident Roland Koch den Preis von Bundespräsident Horst Köhler entgegen. Laudator war Wladyslaw Bartoszewski, ehemaliger Außenminister Polens.[7]
- 2011 Radhia Nasraoui, tunesische Rechtsanwältin, Arabic Network for Human Rights Information (ANHRI) und Mazen Darwish, syrischer Journalist, Gründer des Syrian Center for Media and Freedom of Expression (SCM)[8]
- 2012/13 Jagori, indische Frauenrechtsorganisation; Asma Jahangir, pakistanische Menschenrechtsanwältin; Afghan Women's Network; Ehrenpreis: W. Michael Blumenthal für sein Engagement als Direktor des Jüdischen Museums Berlin
- 2014/15 Katrine Camilleri, maltesische Anwältin; Alganesc Fessaha, eritreisch-italienische Ärztin; Petite Flamme, kongolesische Schulorganisation
- 2016/17 Ann-Marie Caulker, Frauenrechtlerin aus Sierra Leone; Talent Search and Empowerment, tansanische  NGO; WADI e.V., deutsch-irakischer Verein
- 2019 Organisation #ichbinhier e. V.[9]